# Liste der Monuments historiques in Rilly-Sainte-Syre
Die Liste der Monuments historiques in Rilly-Sainte-Syre führt die Monuments historiques in der französischen Gemeinde Rilly-Sainte-Syre auf.

## Liste der Immobilien
| Bezeichnung                               | Beschreibung | Standort                      | Kennzeichnung | Schutzstatus | Datum | Bild |
| ----------------------------------------- | ------------ | ----------------------------- | ------------- | ------------ | ----- | ---- |
| Archäologischer Fundplatz Les Hardillères |              | nordwestlich des Ortes (Lage) | PA00135307    | Inscrit      | 1995  |      |

## Liste der Objekte
| Bezeichnung      | Beschreibung                               | Standort                         | Kennzeichnung | Schutzstatus | Datum | Bild |
| ---------------- | ------------------------------------------ | -------------------------------- | ------------- | ------------ | ----- | ---- |
| Weihwasserbecken | Kalkstein, 16. Jahrhundert                 | in der Kirche St-Savinien (Lage) | PM10001775    | Classé       | 1913  |      |
| Taufbecken       | Kalkstein, farbig gefasst, 15. Jahrhundert | in der Kirche St-Savinien (Lage) | PM10001774    | Classé       | 1913  |      |
| Glocke           | Bronze, 1555 gegossen                      | in der Kirche St-Savinien (Lage) | PM10001776    | Classé       | 1913  |      |
| Kirchenfenster   | aus dem 16. Jahrhundert                    | in der Kirche St-Savinien (Lage) | PM10001777    | Classé       | 1913  |      |